# Dones a Sri Lanka
Les dones de Sri Lanka són dones nascudes, que viuen o provenen de Sri Lanka. Tots els grups ètnics de Sri Lanka tenen moltes distincions pel que fa als rols de gènere. Sri Lanka va ser la primera nació del món a elegir una cap d'estat, Sirimavo Bandaranaike. Bandaranaike va guanyar les eleccions el 1960, després de l'assassinat de S.W.R.D. Bandaranaike, el líder precedent que també era el seu marit.
Mentre que Sri Lanka és relativament excel·lent quan es tracta d'índexs d'igualtat de gènere, encara hi ha molts problemes subjacents relacionats amb la desigualtat de gènere a Sri Lanka.
Moltes dones a Sri Lanka trien treballar, mentre que algunes opten per treballar a casa i cuidar els nens. En les famílies que depenen de l'agricultura, les dones s'encarreguen de treure les males herbes i ajudar amb la collita. Entre les famílies pobres, les dones també realitzen treballs a temps complet per a persones de classe alta. D'altra banda, el paper de l'home sol ser vist com qui proporciona a la seva família un suport material amb els seus negocis.
Al centre de la jerarquia hi ha els nens, que es barregen lliurement i reben un gran afecte d'ambdós sexes. Entre la gent de classe mitjana i superior, l'educació dels infants pot durar fins als 20 anys i les dones poden barrejar-se amb els homes o fins i tot assumir llocs de treball que antigament estaven reservats només als homes. Els nens més pobres solen anar a treballar a una edat més primerenca.

## Desigualtat de gènere
En comparació amb altres països de la regió, Sri Lanka està ben classificada en diversos índexs d'igualtat de gènere. Tanmateix, també hi ha algunes fonts que qüestionen la validesa d'aquests índexs. A més, a nivell mundial, Sri Lanka és relativament baix en els índexs d'igualtat de gènere. En general, aquest patró d'història social de dones en atur produeix un cicle de dones poc valorades, proporcionant només accés a l'atenció sanitària i l'escolarització secundària i, per tant, menys oportunitats per assumir llocs de treball o formació d'alt nivell. En un estudi dut a terme pel doctor Elaine Enarson, aquest cicle agreuja al seu torn la qüestió de la baixa participació política i els drets socials.

## Singaleses destacades

### Activistes
- Nimalka Fernando
- Vivienne Goonewardene
- Roshini Thinakaran

### Actrius
- Damitha Abeyratne
- Anarkali Akarsha
- Ramani Bartholomeusz
- Yolande Bavan
- Mabel Blythe
- Nilmini Buwaneka
- Maureen Charuni
- Vasanthi Chathurani
- Anusha Damayanthi
- K. Thavamani Devi
- Michelle Dilhara
- Dilhani Ekanayake
- Nita Fernando
- Malini Fonseka
- Jaya Guhanathan
- Denawaka Hamine
- Nimmi Harasgama
- Punya Heendeniya
- Maureen Hingert
- Thesara Jayawardane
- Chandra Kaluarachchi
- Anula Karunathilaka
- Geetha Kumarasinghe
- Sandhya Kumari
- Menik Kurukulasuriya
- Shanthi Lekha
- Swarna Mallawarachchi
- Chathurika Peiris
- Shanudrie Priyasad
- Aruni Rajapaksha
- Iranganie Serasinghe
- Deepani Silva
- Pooja Umashankar
- Pearl Vasudevi
- Anoja Weerasinghe
- Yashoda Wimaladharma

### Artistes
- Anoli Perera
- Sybil Wettasinghe
- Anoma Wijewardene
- Visakha Wijeyeratne

### Cantants
- Yolande Bavan
- Malani Bulathsinhala
- Mercy Edirisinghe
- Mignonne Fernando
- Saheli Rochana Gamage
- Mariazelle Goonetilleke
- Tharanga Goonetilleke
- Angeline Gunathilake
- Nanda Malini
- Shashika Nisansala
- Chandralekha Perera
- Rukmani Devi
- Gresha Schuilling
- Vivienne de Silva Boralessa
- Nirosha Virajini
- Latha Walpola
- Neela Wickramasinghe

### Científiques
- Malathi de Alwis
- Vasanthy Arasaratnam
- Dorothy Cayley
- Asha de Vos
- Sonali Deraniyagala
- Suranganie Dharmawardhane
- Hemamala Karunadasa
- Amita Manatunga
- Kamini Nirmala Mendis
- Hiranya Peiris
- Ajantha Perera
- Louiqa Raschid
- Priyani Soysa
- Ashani Weeraratna

### Jutgesses
- Shirani Bandaranayake
- Chandra Ekanayake
- Rohini Marasinghe
- Shiranee Tilakawardane
- Eva Wanasundera
- Deepali Wijesundera

### Models
- Anarkali Akarsha
- Ramani Bartholomeusz
- Maria Colombage
- Jacqueline Fernandez
- Visna Fernando
- Ornella Gunesekere
- Anjaney Katirkama
- Dannielle Kerkoven
- Gayesha Perera
- Shiranthi Rajapaksa
- Aruni Rajapaksha
- Chulakshi Ranathunga
- Amanda Rathnayake
- Rosy Senanayake
- Stephanie Siriwardhana
- Vinu Udani Siriwardhana
- Sachini Ayendra Stanley
- Shivani Vasagam Wedanayake
- Gamya Wijayadasa

### Periodistes
- Anil de Silva
- Frederica Jansz
- Rosemary Rogers
- Relangi Selvarajah
- Charmaine Solomon

### Poetesses
- Jean Arasanayagam
- Gajaman Nona
- Monica Ruwanpathirana
- Vivimarie Vanderpoorten

### Polítiques
- Ferial Ashraff
- Srimani Athulathmudali
- Anoma Gamage
- Renuka Herath
- Sumedha Jayasena
- Chandrani Bandara Jayasinghe
- Vijayakala Maheswaran
- Rasamanohari Pulendran
- Nirupama Rajapaksa
- Amara Piyaseeli Ratnayake
- Rosy Senanayake
- Pavithra Wanniarachchi

### Varies
- Thangamma Appakutty
- Vasanthy Arasaratnam
- Poongkothai Chandrahasan
- K. Thavamani Devi
- Mary Kamala Gunaseelan
- Thangeswary Kathiraman
- Tamara Kunanayakam
- Vijayakala Maheswaran
- Ranganayaki Pathmanathan
- Rasamanohari Pulendran
- Ananthi Sasitharan
- Relangi Selvarajah
- Pathmini Sithamparanathan
- Shanthi Sriskantharajah
- Rajini Thiranagama
- Sarojini Yogeswaran